# Autoroute A104 (Francia)
La A104, è un'autostrada francese che ha origine da Gonesse e termina a Collégien.